# Winger (Minnesota)
Pour les articles homonymes, voir Winger.
Winger est une ville américaine située dans le Comté de Polk, dans le Minnesota. Selon le recensement de 2010, sa population est de 220 habitants.